# (31585) 1999 FJ31
1999 FJ31 (asteroide 31585) é um asteroide da cintura principal. Possui uma excentricidade de 0.19523870 e uma inclinação de 11.97306º.
Este asteroide foi descoberto no dia 19 de março de 1999 por LINEAR em Socorro.